# Július Satinský

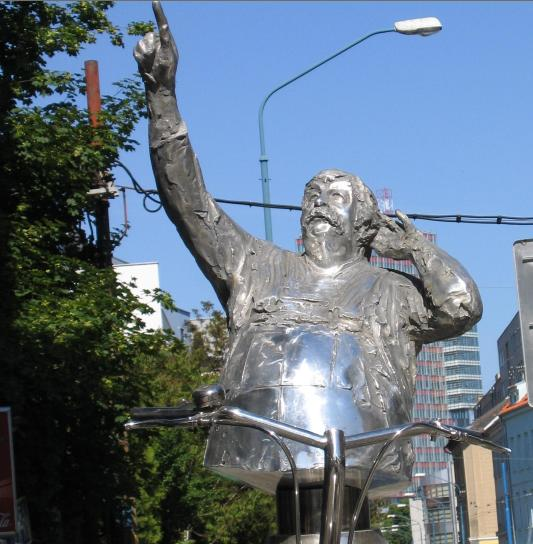
Satinsky-Denkmal in der Dunajska Straße – Bratislava

Július Satinský (* 20. August 1941 in Bratislava; † 29. Dezember 2002 ebenda) war ein slowakischer Autor, Schauspieler und Showmaster im Radio und Fernsehen.

## Leben
Seine schauspielerische Begabung zeigte sich bereits während seiner Schulzeit, im Jahre 1958 gewann er den Wettbewerb im Vortragen der Gedichte „Hviezdoslavov Kubín“. Obwohl er eine pädagogische Ausbildung erlangte, übte er diesen Beruf nie aus. An der dramatischen Fakultät studierte er 1962–1966 Dramaturgie und arbeitete als Dramaturg in den Jahren 1964–1967 im Tschechoslowakischen Fernsehen in Bratislava. Nach dem Schauspielstudium an der Akademie für Musik und Schauspielkunst in Bratislava begann er 1959 eine Karriere an der Seite von Milan Lasica, mit dem zusammen er auf der Bühne und im Film ein komödiantisches Duo bildete. Bis in die späten 1960er hatten sie ihre Aufführungen im Theater Divadlo na Korze, dem heutigen Astorka Korzo 90.
Nach dem Prager Frühling 1968 war es dem Duo zeitweise verboten, in der Slowakei aufzutreten. Für zwei Jahre spielten sie daher im mährischen Brünn. Zwischen 1972 und 1978 war Satinský Mitglied des Musikensembles und zwischen 1978 und 1980 Mitglied der Schauspieltruppe der Theater Nová scéna und Korzo 90 in Bratislava. Als es dem Duo 1982 wieder erlaubt wurde aufzutreten, zogen sie in das neu eingerichtete Theater Štúdio S um, dessen Direktor Lasica war.
Satinský war nicht nur als Schauspieler und Komödiant bekannt, sondern auch als Moderator von Radio- und Fernsehsendungen und als Vortragsreisender, der durch die ganze Slowakei fuhr, um mit seinen Zuhörern Fragen der Demokratie und der zivilen Gesellschaft zu diskutieren. Außerdem verfasste er Memoiren über seine Kindheit und Studentenjahre in Bratislava und zahlreiche Feuilletons.
Am 2. Januar 2002 erhielt er den Staatspreis der Slowakei, das Pribina-Kreuz erster Klasse, für seinen lebenslangen Beitrag zur slowakischen Kunst und seine Unterstützung für die Demokratie.
Die slowakische astronomische Gesellschaft hat nach ihm den Kometen 15946 Satinský benannt, der am 8. Januar 1998 entdeckt wurde.

## Größere Rollen
Sketchprogramme:
- Večery pre dvoch (Abende für zwei)
- Soiré
- Ktosi je za dverami (Jemand ist hinter der Tür)
- Nikto nie je za dverami (Hinter der Tür ist Keiner) – Parodie eines anderen eigenen Programms

Filme:
- 1982 – S tebou mě baví svět (auf Tschechisch) (Mit Dir genieße ich die Welt)
- 1986 – Utekajme, už ide (auf Slowakisch) (Laufen wir weg!, er kommt)
- 1997 – Rumplcimprcampr (auf Tschechisch) (Rumpelstilzchen & Co.)

Humoristische Feuilletons:
- 1992 – Moji milí Slováci (Meine lieben Slowaken)

Theater:
- 1973 – Nikolaj Vasilievič Gogoľ : Kontrollor

## Werke
Bücher für Erwachsene
- 1966 – Jemand ist hinter der Tür
- 1966 – Abende für zwei
- 1970 – Lasica, Satinský und Sie ...
- 2002 – Jungen aus der Dunajská Straße
- 2002 – Halbjahrhundert mit Bratislava
- 2002 – Heidelbeere 1
- 2003 – Heidelbeere 2
- 2003 – Momentan bin ich tot, rufen Sie später an

Bücher für Kinder
1966 – Märchen des Onkels Wurst